# Белокопытов, Сергей Дмитриевич
Сергей Дмитриевич Белокопытов (1822—1889) — генерал-лейтенант, командующий 4-м и 15-м армейскими корпусами, временный командующий Казанским военным округом, член Военного совета Российской империи.

## Биография
Происходил из дворян Архангельской губернии, родился 21 июня 1822 года. Образование получил во 2-м кадетском корпусе, откуда выпущен 8 августа 1839 года прапорщиком в лейб-гвардии Финляндский полк, где 6 декабря 1841 года был произведён в подпоручики.
В начале 1842 года Белокопытов был командирован в Отдельный Кавказский корпус. Прибыв в Ставрополь, в штаб командующего войсками Кавказской линии и Черномории, был прикомандирован к Кабардинскому егерскому полку, с которым принял участие в Кавказской войне. Вместе с полком в состав Чеченского отряда под командой генерал-адъютанта Граббе. Отряд этот совершил экспедицию в Ичкерию, при беспрерывной перестрелке дошёл до Герзель-аула и затем в Темир-Хан-Шуре соединился с Дагестанским отрядом. За отличия, оказанные в делах с чеченцами, Белокопытов был произведён в поручики.
В 1843 году он возвратился в Санкт-Петербург в лейб-гвардии Финляндский полк. 15 апреля 1845 года назначен ротным командиром и произведён в штабс-капитаны, 11 апреля 1848 года получил чин капитана. В 1849 году, по случаю войны в Венгрии, участвовал в походе войск гвардии к западным пределам Российской империи. В мае 1853 года назначен исправляющим должность младшего штаб-офицера с производством в полковники. Во время Восточной войны в 1854—1855 годах командовал сначала 3-м, а затем 1-м батальонами лейб-гвардии Финляндского полка и состоял в войсках, назначенных на охрану побережья Балтийского моря от возможной высадки англо-французского десанта.
31 августа 1855 года Белокопытов был назначен командующим резервным Якутским пехотным полком, а по переформировании в 1856 году резервных и запасных войск —командиром 4-го резервного батальона того же полка. В ноябре 1863 года назначен командиром 142-го пехотного Звенигородского полка, а в августе 1864 года — Владимирским губернским воинским начальником.
4 апреля 1865 года произведён в генерал-майоры; в 1866 году назначен помощником начальника 31-й пехотной дивизии, а в 1873 году — командиром 1-й бригады той же дивизии.
Занимая должность бригадного командира, с открытием в 1877 году военных действий против турок, Белокопытов поступил в ряды действующей армии и за оказанное при взятии крепости Никополя отличие был награждён орденом св. Владимира 2-й степени с мечами. Затем он отличился при втором штурме Плевны. 29 сентября 1877 года назначен командующим 2-й пехотной дивизией, а при взятии Плевны командовал правым флангом оборонительной линии, за что получил весьма редкую награду — орден Белого орла с мечами.
1 января 1878 года Белокопытов был произведён в генерал-лейтенанты и временно командовал 4-м армейским корпусом, а в 1887 году назначен командиром 15-го армейского корпуса и, занимая эту должность, неоднократно временно командовал войсками Казанского военного округа.
9 апреля 1889 года назначен членом Военного совета.
Скончался 2 декабря того же года в Санкт-Петербурге, похоронен на Никольском кладбище Александро-Невской лавры.
Именем генерала названо село Белокопитово в Шуменской области Болгарии.
Его сын Митрофан был поручиком лейб-гвардии Егерского полка.

## Награды
Среди прочих наград Белокопытов имел ордена:
- Орден Святой Анны 3-й степени (1849 год)
- Орден Святого Владимира 4-й степени (1851 год)
- Орден Святого Станислава 2-й степени (1856 год)
- Орден Святой Анны 2-й степени (1864 год)
- Орден Святого Станислава 1-й степени (1871 год)
- Орден Святой Анны 1-й степени (1874 год)
- Орден Святого Владимира 2-й степени с мечами (1877 год)
- Орден Белого орла с мечами (1879 год)
- Орден Святого Александра Невского (8 августа 1889 года)